# Albrecht III. (Hohenlohe-Neuenstein)
Albrecht III. von Hohenlohe-Neuenstein (* 1478; † 19. August 1551) war ein regierender Graf aus dem Hause Hohenlohe. Er stammte aus der Linie Hohenlohe-Weikersheim und nahm seinen Sitz in Neuenstein.   

## Abstammung
Die Eltern Albrechts III. waren Graf Kraft VI. von Hohenlohe († 1503) und Helene von Württemberg († 1506). Einer von Albrechts Urgroßvätern war als Felix V. der letzte Gegenpapst der katholischen Kirche.

## Leben
Albrecht III. war zunächst dazu bestimmt, Kleriker zu werden. So war er in seinen jungen Jahren Domherr in Mainz, Trier, Straßburg und Würzburg. Nach dem Tod seines Vaters entsagte er den früh erworbenen Dompräbenden und trat in den weltlichen Stand zurück.
Ab 1503 herrschte er gemeinsam mit seinem jüngeren Bruder, Graf Georg († 1551), über die Territorien des Hauses Hohenlohe und erhielt bei der Teilung von 1511 Neuenstein, Ingelfingen und Langenburg. Graf Georg bekam im selben Jahr Waldenburg, Pfedelbach und Bartenstein. Der Teilungsvertrag von 1511 legte fest, dass Öhringen im gemeinsamen Besitz der Brüder bleiben sollte. Die Untertanen genossen in der ganzen Grafschaft Freizügigkeit. Die hohenlohische Erbeinigung von 1511 beinhaltete weitere Übereinkünfte für das Gesamthaus Hohenlohe wie etwa die Schaffung eines gemeinsamen Archives für alle Linien, eine Münz- und Berggemeinschaft und das Seniorat für den jeweils ältesten Grafen, der das Gesamthaus nach außen zu vertreten hatte. Beim Aussterben einer Linie durften zukünftig nur noch Agnaten des Hauses Hohenlohe erben, so dass eine Verkleinerung des Gesamtterritoriums der Grafschaft Hohenlohe verhindert werden konnte.
Bei einem Streit zwischen den Brüdern stellte sich deren Kanzler Wendel Hipler im Jahre 1512 auf die Seite des jüngeren Grafen Georg. Diese Parteinahme veranlasste Graf Albrecht III., gegen Hipler vorzugehen und ihn anzuklagen. Wendel Hipler hatte versucht, ebenfalls eine kleine Herrschaft zu errichten. An den Orten Platzhof, Stolzeneck und Fischbach staute er einen Fischsee auf, ohne dazu befugt zu sein. Per Gerichtsbeschluss ließ Albrecht III. den Bediensteten zwingen, die Orte an ihn zu verkaufen. Dieser Konflikt, den Graf Albrecht III. mit Hipler ausgetragen hatte, führte 1515 dazu, dass Kanzler Hipler den Dienst für das Haus Hohenlohe quittierte.
Im Bauernkrieg 1525 kam es am 2. April zur Erhebung der Hohenloher Bauern in Öhringen. Der ehemalige Kanzler Wendel Hipler setzte sich für deren Interessen ein. Die Bauern vereinigten sich mit den Heilbronner und den Odenwälder Haufen in Schöntal. Die Grafen Albrecht III. und Georg von Hohenlohe beugten sich zunächst den Forderungen der Aufständischen. Als aber das Heer des Schwäbischen Bundes unter Führung des Truchsess von Waldburg in der Region eintraf, kam es am 2. Juni 1525 bei Königshofen zu einer Schlacht, bei der rund 7000 Bauern kämpften. Es fielen dabei mindestens 6000 Bauern. Damit waren die Forderungen der Aufständischen, denen die Hohenlohe-Brüder unter dem Druck der Ereignisse zunächst nachgegeben hatten, obsolet geworden.
Auf dem Reichstag zu Augsburg 1530 war Graf Albrecht III. mit seinem Bruder Georg anwesend, verzichtete jedoch auf die Unterzeichnung der Confessio Augustana und ließ es somit offen, ob die Grafschaft Hohenlohe evangelisch werden würde. Weder Albrecht III. noch sein Bruder Georg konnten sich bis zu ihrem Tod dazu entschließen, die Reformation in der Grafschaft Hohenlohe durchzuführen.
Durch die abwartende Haltung, die sowohl Graf Albrecht III. als auch sein jüngerer Bruder Georg in der Frage der Reformation eingenommen hatten, konnte die Grafschaft Hohenlohe in den Wirren des Schmalkaldischen Kriegs vor größeren Zerstörungen bewahrt werden.
Als Graf Wolfgang I. von Hohenlohe-Weikersheim († 1545) ohne einen männlichen Erben starb, fielen dessen Gebiete um Weikersheim und Schillingsfürst an Albrecht III. und seinen Bruder Georg. Graf Albrecht III. starb 1551 ohne eigene Nachkommen, so dass die Söhne seines Bruders Georg erbten und schließlich sein Neffe Ludwig Casimir die Residenz in Neuenstein fortsetzte.

## Ehe
Am 15. März 1507 heiratete Albrecht III. in Rottenburg am Neckar Wandelberta, eine um das Jahr 1485 geborene Tochter des Grafen Eitel Friedrich II. von Hohenzollern (* 1452; † 1512) und der Magdalena von Brandenburg (* 1460; † 1496). Die Ehe von Albrecht III. mit Wandelberta blieb ohne Nachkommen. Als Witwe trat Wandelberta in ein Kloster ein und starb als Nonne nach 1553 in Pforzheim. 